# Golpe de Estado en Venezuela de 1945
El Golpe de Estado de 1945 en Venezuela, conocido por sus partidarios como la Revolución de Octubre, fue un golpe de Estado cívico-militar en Venezuela contra el gobierno del presidente Isaías Medina Angarita, llevado a cabo por una coalición de las Fuerzas Armadas y el partido político Acción Democrática (AD) el 18 de octubre, que tuvo como principales cabecillas a Rómulo Betancourt, Carlos Delgado Chalbaud y Marcos Pérez Jiménez y trajo como consecuencia la llegada a la presidencia de Betancourt.

## Antecedentes
Desde 1936, luego de la muerte de Juan Vicente Gómez, su sucesor a la presidencia, el general Eleazar López Contreras, dio mayores libertades políticas a los venezolanos, restableciendo la libertad de prensa y liberando a una gran cantidad de presos políticos. No obstante, se negó a legalizar el comunismo, y expulsó del país a 48 políticos que consideraba un peligro al orden establecido, incluyendo a Rómulo Betancourt. López Contreras eliminó también la reelección presidencial inmediata, y redujo el período de gobierno a cinco años, aplicando la medida a él mismo, por lo que en mayo de 1941 entrega la presidencia de Venezuela al general Isaías Medina Angarita, quien también había sido elegido presidente de manera indirecta por el Congreso venezolano.

### Gobierno de Isaías Medina Angarita

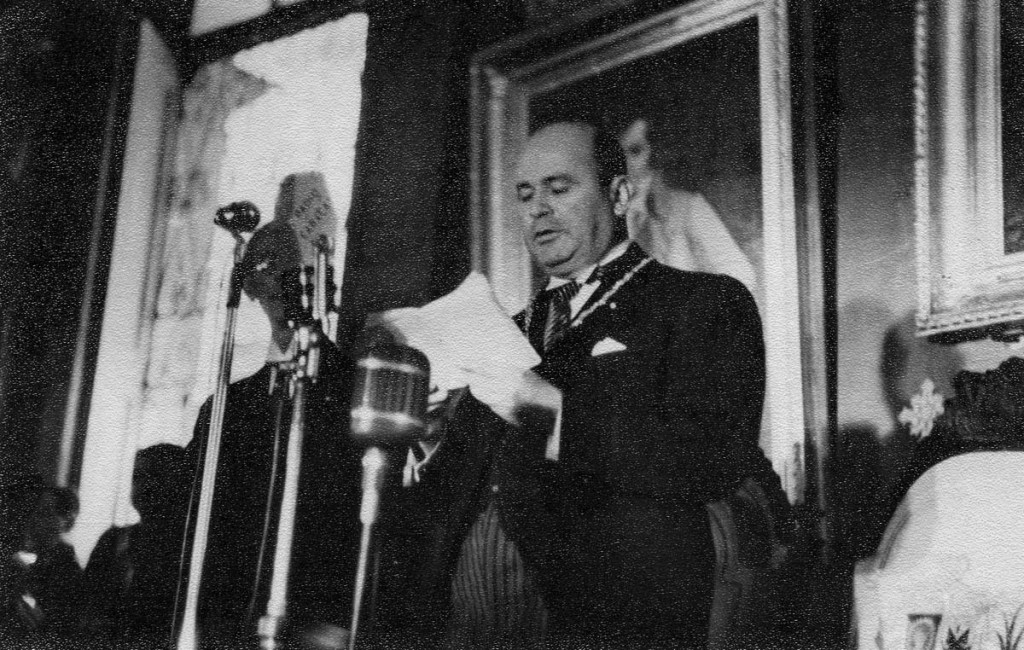
Isaías Medina Angarita el día de su juramentación como nuevo Presidente de Venezuela.

Medina Angarita continúa las reformas democráticas, Rómulo Betancourt ya estaba de vuelta en Venezuela, y se le permite fundar Acción Democrática; los comunistas tienen que esperar un poco más, pero finalmente, a finales de 1945, se legaliza el Partido Comunista de Venezuela; para entonces el gobierno ya había creado también su propio partido, el Partido Democrático Venezolano; aunque Copei no es fundado hasta iniciado el Trienio Adeco, sus futuros miembros ya empiezan a crear su organización. La libertad de expresión en Venezuela alcanza entonces niveles similares a los de un país democrático actual, y los sindicatos experimentan también mayores libertades. Aunque López Contreras había criticado en privado algunas medidas de su sucesor, la iniciativa de este último de decretar feriado el Día Internacional de los Trabajadores en 1945, lo distancian definitivamente, ya que consideraba que esta era una celebración "revolucionaria". Es entonces que el anciano general empieza a sondear sus probabilidades ante el Congreso de ser reelecto presidente, maniobra que no pasa desapercibida a los adecos, y que galvaniza a la acción a Rómulo Betancourt y su camarilla.
Aunque los adecos reconocían los avances que se habían hecho en materia de libertades civiles, su principal reclamo era que se realizasen elecciones presidenciales universales, secretas y directas. En ese momento, solamente los venezolanos mayores de 21 años que supiesen leer y escribir, un 10% de la población, podían participar en elecciones de concejales, los cuales luego elegían a los diputados al Congreso, los cuales a su vez designaban a los senadores, y finalmente las dos Cámaras del Congreso elegían al presidente de Venezuela. Betancourt reconocía en este sistema un escollo insuperable para que AD, un partido autodenominado popular, alcanzase el poder, y de manera entendible reclamaba su desmantelamiento al presidente Medina, no obstante, este se negó continuamente, argumentando en privado que aunque él no era opositor a la medida, el Ejército no lo deseaba así. No obstante, y a pesar de la negativa militar, no existe evidencia que señale que Betancourt había considerado el camino del golpe de Estado para lograr sus objetivos, hasta que fue contactado por un grupo de oficiales militares de rango medio, liderados por el teniente coronel Marcos Pérez Jiménez.
Inspirado en el sistema celular de las logias militares que había estudiado en la Escuela Militar de Chorrillos, en junio de 1945 Marcos Pérez Jiménez fundó la Unión Militar Patriótica (UMP), para planificar el derrocamiento de Medina Angarita; conformada inicialmente por trece oficiales, el número de conspiradores creció luego a aproximadamente 150 a las vísperas del golpe. Sus razones para conspirar fueron resumidas por él mismo en el exilio, en 1983: los nuevos oficiales eran escasos y mal preparados, había rumores de que el ejército sería convertido en una policía nacional, los sueldos eran bajos, y los oficiales al mando no tenían preparación militar moderna. En resumen, Pérez Jiménez se quejaba que el ejército no se estaba modernizando y que se estaba quedando atrás respecto a otras naciones sudamericanas. Rómulo Betancourt aceptaría de buena gana estas razones, pero luego de que acabase el Trienio Adeco renegaría de ellas, argumentando que los jóvenes oficiales solamente tenían deseos de mando, y que ayudaron a derrocar a Medina Angarita porque resentían a los viejos altos oficiales, a quienes consideraban incapaces y con ideas militares obsoletas. Viendo que Pérez Jiménez y Betancourt no compartían la visión de sistema de gobierno para Venezuela, queda claro que la necesidad de la UMP de contactar a los adecos surgió del completo desconocimiento que la sociedad venezolana tenía de estos oficiales; no obstante, al asociarse con AD, el golpe recibía la base popular que originalmente carecía.

### Candidatura de Diógenes Escalante

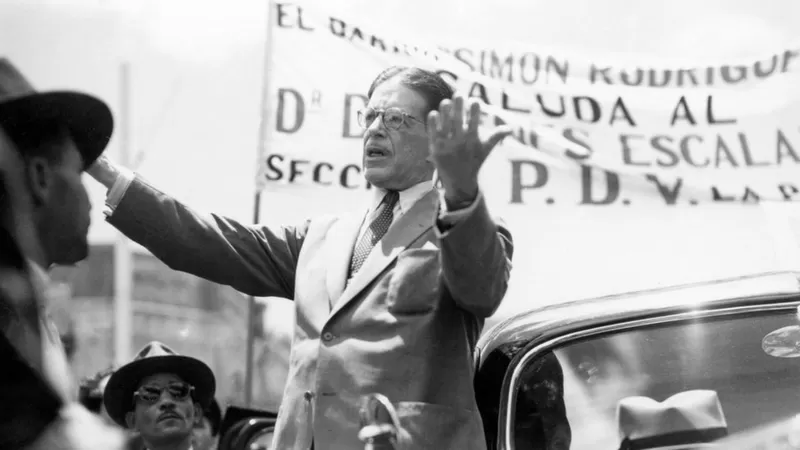
Campaña electoral de Diógenes Escalante en 1945.

Por su parte, Isaías Medina Angarita tenía sus propios planes de sucesión presidencial, después de descartar a Arturo Uslar Pietri como su sucesor, por no ser tachirense, eligió a Diógenes Escalante, quien desde hace varios años se desempeñaba como embajador en Washington D. C.. Al enterarse, Rómulo Betancourt y Raúl Leoni viajaron a Estados Unidos, donde se entrevistaron con Escalante, este último les aseguró que durante su gobierno aprobaría las elecciones presidenciales universales, directas y secretas, que era exactamente lo que los adecos estaban reclamando.
Con esta promesa, Betancourt se comprometió a apoyar al candidato del presidente Medina, sin sospechar que en agosto de 1945, Diógenes Escalante perdería la razón abruptamente al regresar a Venezuela, viéndose forzado a abandonar la política y a pasar el resto de su vida en un centro psiquiátrico. El presidente Medina propuso entonces a su Ministro de Agricultura y Cría, Ángel Biaggini, en lugar de Escalante; pero este no contó con el favor de Betancourt, y la vía del golpe de Estado se activó de nuevo.

### Días previos

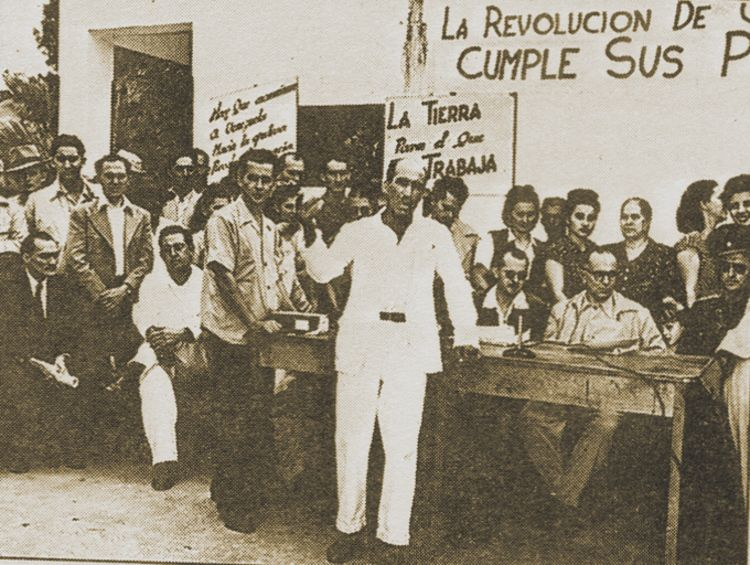
Manifestaciones de Acción Democrática en octubre de 1945.

Una semana antes del golpe Acción Democrática difunde un comunicado al resto de las organizaciones partidistas cuestionando la decisión de participar en las elecciones presidenciales. El 17 de octubre convoca un mitin en el Nuevo Circo de Caracas, al que acudieron más de 20.000 personas. En el intervienen Rómulo Gallegos, Leonardo Ruiz Pineda y Rómulo Betancourt. Ante las manifestaciones el gobierno de Isaías Medina Angarita decreta la suspensión de garantías constitucionales y detiene a Marcos Pérez Jiménez, Julio César Vargas y el teniente Horacio López Conde.

### Golpe del 18 de octubre

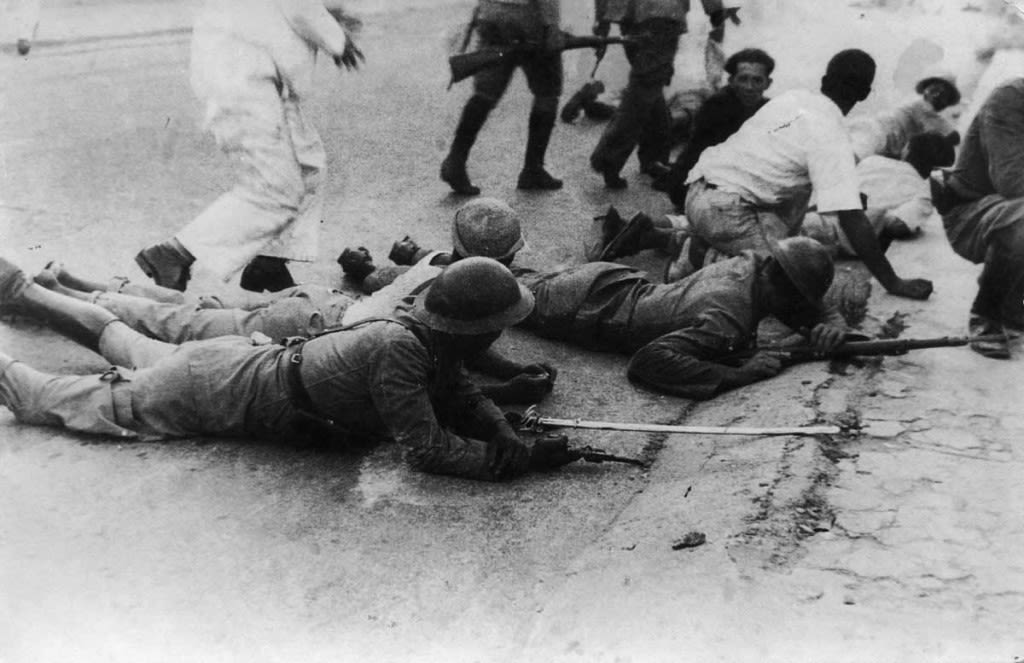
Enfrentamiento durante el Golpe.

El 18 de octubre de 1945, los oficiales golpistas iniciaron sus acciones rebeldes prematuramente al enterarse de que Marcos Pérez Jiménez había sido arrestado. Estalla la revuelta en la Escuela Militar en Caracas. Por la tarde, se había extendido a los cuarteles de San Carlos, La Planta y Miraflores, en Caracas y a la guarnición de Maracay.
El presidente fue aconsejado por uno de los veteranos generales gomecistas, apodados "chopo'e piedra" (militares de rango sin estudios militar formal) por los oficiales jóvenes, que atacara la Escuela Militar, uno de los focos del alzamiento y controlado por el mayor Carlos Delgado Chalbaud, pero el mandatario se negó: "¡Yo no asesino cadetes!".

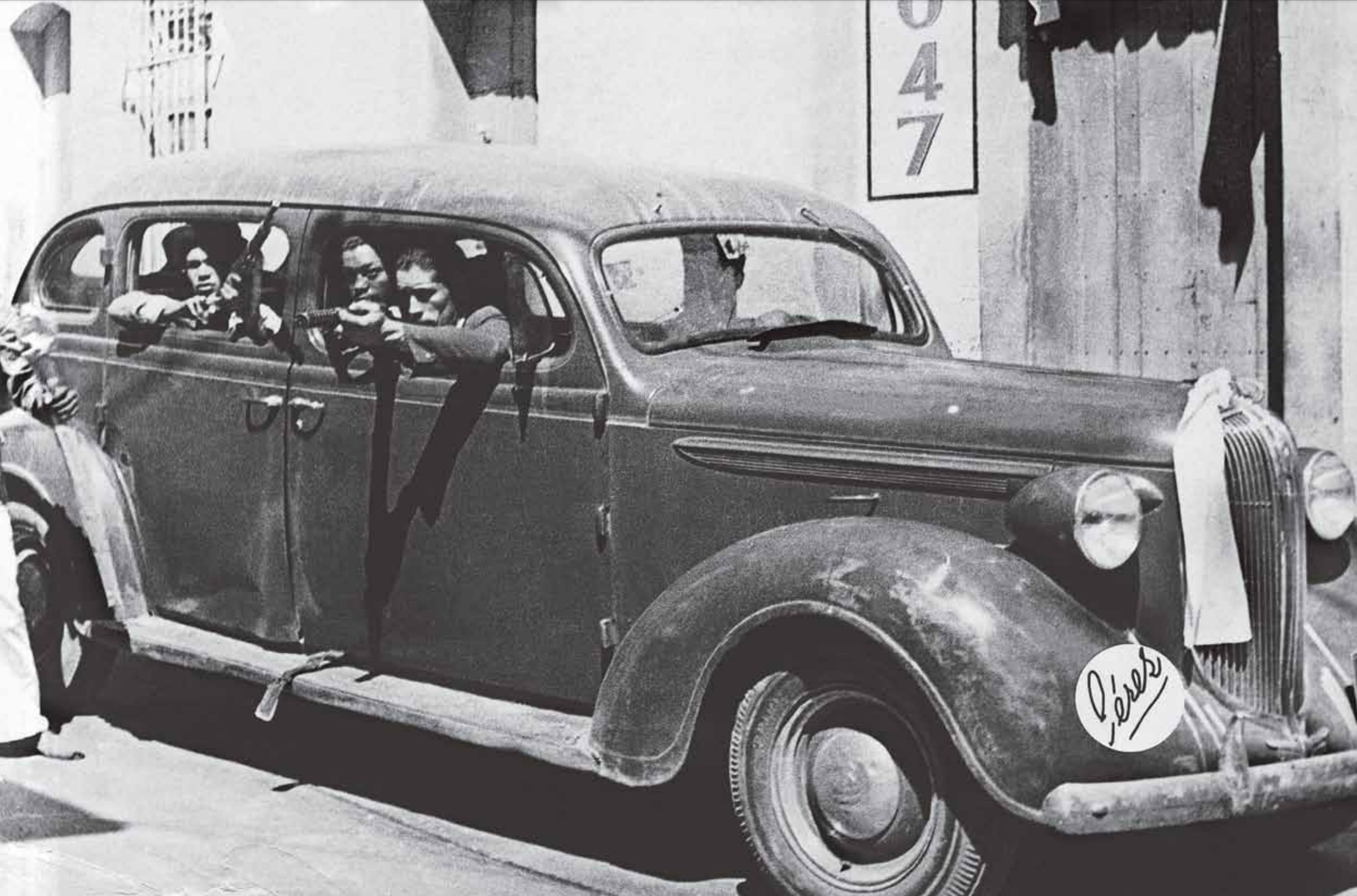
Civiles mal armados que apoyan a las tropas alzadas.

El presidente Isaías Medina Angarita sí contaba con unidades militares fieles en Caracas, incluyendo a la Policía, pero prefirió entregarse para evitar un derramamiento de sangre. Sin embargo, el golpe se llevó la vida de alrededor de 65 personas. Entre ellos el ex presidente del Estado Aragua Aníbal Paradisi Marrero.
El apoyo de la aviación con el sobrevuelo de naves en Caracas y el apoyo en la calle de milicianos adecos que se sumaron a los insurrectos fueron cruciales en la consolidación del golpe.

## Consecuencias

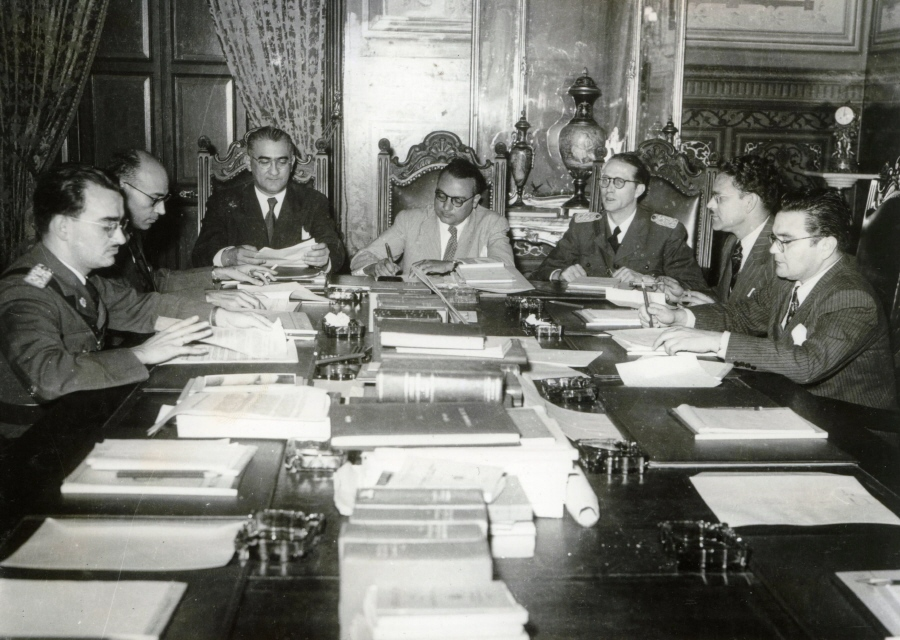
Junta Revolucionaria de Gobierno en el Palacio de Miraflores (de izq. a der.): capitán Mario Ricardo Vargas, Raúl Leoni, Valmore Rodríguez, Rómulo Betancourt, Carlos Delgado Chalbaud, Edmundo Fernández Marquis y Gonzalo Barrios.

El golpe sorprende desprevenida a la opinión pública, incluyendo a los militantes de Acción Democrática, quienes no han sido informados. Al principio se llegó a creer que el jefe golpista era el general Eleazar López Contreras, al desconocer que este había sido arrestado por los alzados. Luego se supo que los militares rebeldes contaban un componente civil muy reducido, cuyo aporte en las maniobras del golpe había sido mínimo, pero que en el nuevo gobierno ejercería un papel protagónico. 
La logia militar y el partido Acción Democrática constituyeron una Junta Revolucionaria de Gobierno el 19 de octubre, presidida por Rómulo Betancourt e integrada por siete miembros: Raúl Leoni, Luis Beltrán Prieto Figueroa y Gonzalo Barrios por AD, el mayor Carlos Delgado Chalbaud y el capitán Mario Vargas por parte de las Fuerzas Armadas, y el médico Edmundo Fernández, quien sirvió de enlace entre ambos grupos.
La Unión Popular Venezolana, la Unión Nacional Estudiantil y el Partido Comunista de Venezuela apoyaron a la nueva junta de gobierno. Entre el 19 y el 21 de octubre de 1945 no circuló la prensa. El gobierno de Estados Unidos reconoció el 30 de octubre el gobierno de la Junta Revolucionaria de Gobierno como legítimo. Tres años después las diferencias entre Acción Democrática y los militares se harían evidentes y se manifestarían en el golpe de Estado de 1948. Entre otros motivos, por los vicios de la junta de gobierno que muchas veces eran peores al medinismo.